# Turul Franței 2023
Turul Franței 2023 a fost cea de a 110-a ediție a Turului Franței, unul dintre cele trei mari tururi care au loc anual. Turul a luat startul la Bilbao, Spania pe 1 iulie și s-a încheiat la Paris pe 23 iulie.
Ediția din 2023 a fost câștigată de ciclistul danez Jonas Vingegaard de la echipa Team Jumbo–Visma, fiind a doua victorie consecutivă a acestuia în Turul Franței. Pe locul al doilea s-a clasat slovenul Tadej Pogačar de la UAE Team Emirates, urmat pe locul al treilea de colegul său de echipă, britanicul Adam Yates.

## Echipe
Toate cele 18 echipe din UCI WorldTeams au fost invitate în mod automat și au fost obligate să participe la cursă. Patru echipe din UCI ProTeams au primit wild card-uri.

### Echipe UCI World
| - AG2R Citroën Team - Alpecin–Deceuninck - Arkéa–Samsic - Astana Qazaqstan Team - Bora–Hansgrohe - Cofidis - EF Education–EasyPost - Groupama–FDJ - Ineos Grenadiers - Intermarché–Circus–Wanty - Movistar Team | - Soudal Quick-Step - Team Bahrain Victorious - Team DSM–Firmenich - Team Jayco–AlUla - Team Jumbo–Visma - Lidl–Trek - UAE Team Emirates |  |

### Echipe PRO Teams
| - Israel–Premier Tech - TotalEnergies | - Lotto–Dstny - Uno-X Pro Cycling Team |  |

## Etapele programate
| Etapa | Dată   | Start – Sosire                             | type                  | Distanță (km) | Elevation (m) | Câștigător         | Liderul global   |
| ----- | ------ | ------------------------------------------ | --------------------- | ------------- | ------------- | ------------------ | ---------------- |
| 1     | 1 iul  | Bilbao – Bilbao                            | etapă valonată        | 182           | 3.238 m       | Adam Yates         | Adam Yates       |
| 2     | 2 iul  | Vitoria-Gasteiz – San Sebastián            | etapă valonată        | 208,9         | 2.943 m       | Victor Lafay       | Adam Yates       |
| 3     | 3 iul  | Amorebieta-Etxano – Bayonne                | etapă de plat         | 193,5         | 2.600 m       | Jasper Philipsen   | Adam Yates       |
| 4     | 4 iul  | Dax – Nogaro                               | etapă de plat         | 181,8         | 1.434 m       | Jasper Philipsen   | Adam Yates       |
| 5     | 5 iul  | Pau – Laruns                               | etapă de munte        | 162,7         | 3.659 m       | Jai Hindley        | Jai Hindley      |
| 6     | 6 iul  | Tarbes – Cauterets                         | etapă de munte        | 144,9         | 3.922 m       | Tadej Pogačar      | Jonas Vingegaard |
| 7     | 7 iul  | Mont-de-Marsan – Bordeaux                  | etapă de plat         | 169,9         | 785 m         | Jasper Philipsen   | Jonas Vingegaard |
| 8     | 8 iul  | Libourne – Limoges                         | etapă valonată        | 200,7         | 1.812 m       | Mads Pedersen      | Jonas Vingegaard |
| 9     | 9 iul  | Saint-Léonard-de-Noblat – Puy de Dôme      | etapă de munte        | 182,4         | 3.494 m       | Michael Woods      | Jonas Vingegaard |
| 10    | 11 iul | Vulcania – Issoire                         | etapă valonată        | 167,2         | 3.127 m       | Pello Bilbao       | Jonas Vingegaard |
| 11    | 12 iul | Clermont-Ferrand – Moulins                 | etapă de plat         | 179,8         | 1.854 m       | Jasper Philipsen   | Jonas Vingegaard |
| 12    | 13 iul | Roanne – Belleville-en-Beaujolais          | etapă valonată        | 168,8         | 3.088 m       | Jon Izagirre       | Jonas Vingegaard |
| 13    | 14 iul | Châtillon-sur-Chalaronne – Grand Colombier | etapă de munte        | 137,8         | 2.410 m       | Michał Kwiatkowski | Jonas Vingegaard |
| 14    | 15 iul | Annemasse – Morzine                        | etapă de munte        | 151,8         | 4.281 m       | Carlos Rodríguez   | Jonas Vingegaard |
| 15    | 16 iul | Les Gets – Saint-Gervais-les-Bains         | etapă de munte        | 179           | 4.527 m       | Wout Poels         | Jonas Vingegaard |
| 16    | 18 iul | Passy – Combloux                           | contratimp individual | 22,4          | 638 m         | Jonas Vingegaard   | Jonas Vingegaard |
| 17    | 19 iul | Saint-Gervais-les-Bains – Courchevel       | etapă de munte        | 165,7         | 5.405 m       | Felix Gall         | Jonas Vingegaard |
| 18    | 20 iul | Moûtiers – Bourg-en-Bresse                 | etapă de plat         | 184,9         | 1.211 m       | Kasper Asgreen     | Jonas Vingegaard |
| 19    | 21 iul | Moirans-en-Montagne – Poligny              | etapă valonată        | 172,8         | 1.950 m       | Matej Mohorič      | Jonas Vingegaard |
| 20    | 22 iul | Belfort – Le Markstein                     | etapă de munte        | 133,5         | 3.484 m       | Tadej Pogačar      | Jonas Vingegaard |
| 21    | 23 iul | Saint-Quentin-en-Yvelines – Paris          | etapă de plat         | 115,1         | 598 m         | Jordi Meeus        | Jonas Vingegaard |

## Etape

### Etapa 1
1 iulie 2023 – Bilbao (Spania), 182 km (113 mi)
| Loc | Concurent         | Echipă              | Timp       |
| --- | ----------------- | ------------------- | ---------- |
| 1   | Adam Yates        | UAE Team Emirates   | 4h 22' 49" |
| 2   | Simon Yates       | Team Jayco–AlUla    | +4"        |
| 3   | Tadej Pogačar     | UAE Team Emirates   | +12"       |
| 4   | Thibaut Pinot     | Groupama–FDJ        | +12"       |
| 5   | Michael Woods     | Israel–Premier Tech | +12"       |
| 6   | Victor Lafay      | Cofidis             | +12"       |
| 7   | Jai Hindley       | Bora–Hansgrohe      | +12"       |
| 8   | Mattias Skjelmose | Lidl–Trek           | +12"       |
| 9   | Jonas Vingegaard  | Team Jumbo–Visma    | +12"       |
| 10  | David Gaudu       | Groupama–FDJ        | +12"       |

| Loc | Concurent         | Echipă              | Timp       |
| --- | ----------------- | ------------------- | ---------- |
| 1   | Adam Yates        | UAE Team Emirates   | 4h 22' 39" |
| 2   | Simon Yates       | Team Jayco–AlUla    | +8"        |
| 3   | Tadej Pogačar     | UAE Team Emirates   | +18"       |
| 4   | Thibaut Pinot     | Groupama–FDJ        | +22"       |
| 5   | Michael Woods     | Israel–Premier Tech | +22"       |
| 6   | Victor Lafay      | Cofidis             | +22"       |
| 7   | Jai Hindley       | Bora–Hansgrohe      | +22"       |
| 8   | Mattias Skjelmose | Lidl–Trek           | +22"       |
| 9   | Jonas Vingegaard  | Team Jumbo–Visma    | +22"       |
| 10  | David Gaudu       | Groupama–FDJ        | +22"       |

### Etapa a 2-a
2 iulie 2023 – Vitoria-Gasteiz – San Sebastián (Spania) 209 km (130 mi)
| Loc | Concurent      | Echipă                  | Timp       |
| --- | -------------- | ----------------------- | ---------- |
| 1   | Victor Lafay   | Cofidis                 | 4h 46' 39" |
| 2   | Wout van Aert  | Team Jumbo–Visma        | +0"        |
| 3   | Tadej Pogačar  | UAE Team Emirates       | +0"        |
| 4   | Thomas Pidcock | Ineos Grenadiers        | +0"        |
| 5   | Pello Bilbao   | Team Bahrain Victorious | +0"        |
| 6   | Michael Woods  | Israel–Premier Tech     | +0"        |
| 7   | Romain Bardet  | Bora–Hansgrohe          | +0"        |
| 8   | Dylan Teuns    | Israel–Premier Tech     | +0"        |
| 9   | Jai Hindley    | Bora–Hansgrohe          | +0"        |
| 10  | Steff Cras     | Team TotalEnergies      | +0"        |

| Loc | Concurent        | Echipă                  | Timp       |
| --- | ---------------- | ----------------------- | ---------- |
| 1   | Adam Yates       | UAE Team Emirates       | 9h 09' 18" |
| 2   | Tadej Pogačar    | UAE Team Emirates       | +6"        |
| 3   | Simon Yates      | Team Jayco–AlUla        | +6"        |
| 4   | Victor Lafay     | Cofidis                 | +12"       |
| 5   | Wout van Aert    | Team Jumbo–Visma        | +16"       |
| 6   | Jonas Vingegaard | Team Jumbo–Visma        | +17"       |
| 7   | Michael Woods    | Israel–Premier Tech     | +22"       |
| 8   | Jai Hindley      | Bora–Hansgrohe          | +22"       |
| 9   | Mikel Landa      | Team Bahrain Victorious | +22"       |
| 10  | Carlos Rodríguez | Ineos Grenadiers        | +22"       |

### Etapa a 3-a
3 iulie 2023 – Amorebieta-Etxano (Spania) – Bayonne 193,5 km (120,2 mi)
| Loc | Concurent         | Echipă                  | Timp       |
| --- | ----------------- | ----------------------- | ---------- |
| 1   | Jasper Philipsen  | Alpecin–Deceuninck      | 4h 43' 15" |
| 2   | Phil Bauhaus      | Team Bahrain Victorious | +0"        |
| 3   | Caleb Ewan        | Lotto–Dstny             | +0"        |
| 4   | Fabio Jakobsen    | Soudal–Quick-Step       | +0"        |
| 5   | Wout van Aert     | Team Jumbo–Visma        | +0"        |
| 6   | Mark Cavendish    | Astana Qazaqstan Team   | +0"        |
| 7   | Jordi Meeus       | Bora–Hansgrohe          | +0"        |
| 8   | Dylan Groenewegen | Team Jayco–AlUla        | +0"        |
| 9   | Mads Pedersen     | Lidl–Trek               | +0"        |
| 10  | Bryan Coquard     | Cofidis                 | +0"        |

| Loc | Concurent         | Echipă              | Timp        |
| --- | ----------------- | ------------------- | ----------- |
| 1   | Adam Yates        | UAE Team Emirates   | 13h 52' 33" |
| 2   | Tadej Pogačar     | UAE Team Emirates   | +6"         |
| 3   | Simon Yates       | Team Jayco–AlUla    | +6"         |
| 4   | Victor Lafay      | Cofidis             | +12"        |
| 5   | Wout van Aert     | Team Jumbo–Visma    | +16"        |
| 6   | Jonas Vingegaard  | Team Jumbo–Visma    | +17"        |
| 7   | Michael Woods     | Israel–Premier Tech | +22"        |
| 8   | Jai Hindley       | Bora–Hansgrohe      | +22"        |
| 9   | Carlos Rodríguez  | Ineos Grenadiers    | +22"        |
| 10  | Mattias Skjelmose | Lidl–Trek           | +22"        |

### Etapa a 4-a
4 iulie 2023 – Dax – Nogaro 182 km (113 mi)
| Loc | Concurent          | Echipă                  | Timp       |
| --- | ------------------ | ----------------------- | ---------- |
| 1   | Jasper Philipsen   | Alpecin–Deceuninck      | 4h 25' 28" |
| 2   | Caleb Ewan         | Lotto–Dstny             | +0"        |
| 3   | Phil Bauhaus       | Team Bahrain Victorious | +0"        |
| 4   | Bryan Coquard      | Cofidis                 | +0"        |
| 5   | Mark Cavendish     | Astana Qazaqstan Team   | +0"        |
| 6   | Danny van Poppel   | Bora–Hansgrohe          | +0"        |
| 7   | Alexander Kristoff | Uno-X Pro Cycling Team  | +0"        |
| 8   | Luka Mezgec        | Team Jayco–AlUla        | +0"        |
| 9   | Wout van Aert      | Team Jumbo–Visma        | +0"        |
| 10  | Mads Pedersen      | Lidl–Trek               | +0"        |

| Loc | Concurent         | Echipă              | Timp        |
| --- | ----------------- | ------------------- | ----------- |
| 1   | Adam Yates        | UAE Team Emirates   | 18h 18' 01" |
| 2   | Tadej Pogačar     | UAE Team Emirates   | +6"         |
| 3   | Simon Yates       | Team Jayco–AlUla    | +6"         |
| 4   | Victor Lafay      | Cofidis             | +12"        |
| 5   | Wout van Aert     | Team Jumbo–Visma    | +16"        |
| 6   | Jonas Vingegaard  | Team Jumbo–Visma    | +17"        |
| 7   | Jai Hindley       | Bora–Hansgrohe      | +22"        |
| 8   | Michael Woods     | Israel–Premier Tech | +22"        |
| 9   | Mattias Skjelmose | Lidl–Trek           | +22"        |
| 10  | Carlos Rodríguez  | Ineos Grenadiers    | +22"        |

### Etapa a 5-a
5 iulie 2023 – Pau – Laruns 163 km (101 mi)
| Loc | Concurent         | Echipă            | Timp      |
| --- | ----------------- | ----------------- | --------- |
| 1   | Jai Hindley       | Bora–Hansgrohe    | 3h 57' 7" |
| 2   | Giulio Ciccone    | Lidl–Trek         | +32"      |
| 3   | Felix Gall        | AG2R Citroën Team | +32"      |
| 4   | Emanuel Buchmann  | Bora–Hansgrohe    | +32"      |
| 5   | Jonas Vingegaard  | Team Jumbo–Visma  | +34"      |
| 6   | Mattias Skjelmose | Lidl–Trek         | +1' 38"   |
| 7   | Daniel Martínez   | Ineos Grenadiers  | +1' 38"   |
| 8   | Tadej Pogačar     | UAE Team Emirates | +1' 38"   |
| 9   | David Gaudu       | Groupama–FDJ      | +1' 38"   |
| 10  | Carlos Rodríguez  | Ineos Grenadiers  | +1' 38"   |

| Loc | Concurent         | Echipă            | Timp        |
| --- | ----------------- | ----------------- | ----------- |
| 1   | Jai Hindley       | Bora–Hansgrohe    | 22h 15' 12" |
| 2   | Jonas Vingegaard  | Team Jumbo–Visma  | +47"        |
| 3   | Giulio Ciccone    | Lidl–Trek         | +1' 03"     |
| 4   | Emanuel Buchmann  | Bora–Hansgrohe    | +1' 11"     |
| 5   | Adam Yates        | Team Jayco–AlUla  | +1' 34"     |
| 6   | Tadej Pogačar     | UAE Team Emirates | +1' 40"     |
| 7   | Simon Yates       | Team Jayco–AlUla  | +1' 40"     |
| 8   | Mattias Skjelmose | Lidl–Trek         | +1' 56"     |
| 9   | Carlos Rodríguez  | Ineos Grenadiers  | +1' 56"     |
| 10  | David Gaudu       | Groupama–FDJ      | +1' 56"     |

### Etapa a 6-a
6 iulie 2023 – Tarbes – Cauterets 145 km (90 mi)
| Loc | Concurent                  | Echipă                 | Timp       |
| --- | -------------------------- | ---------------------- | ---------- |
| 1   | Tadej Pogačar              | UAE Team Emirates      | 3h 54' 27" |
| 2   | Jonas Vingegaard           | Team Jumbo–Visma       | +24"       |
| 3   | Tobias Halland Johannessen | Uno-X Pro Cycling Team | +1' 22"    |
| 4   | Ruben Guerreiro            | Movistar Team          | +2' 06"    |
| 5   | James Shaw                 | EF Education–EasyPost  | +2' 15"    |
| 6   | Jai Hindley                | Bora–Hansgrohe         | +2' 39"    |
| 7   | Carlos Rodríguez           | Ineos Grenadiers       | +2' 39"    |
| 8   | Simon Yates                | Team Jayco–AlUla       | +2' 39"    |
| 9   | Adam Yates                 | Team Jayco–AlUla       | +3' 11"    |
| 10  | Romain Bardet              | Team DSM–Firmenich     | +3' 11"    |

| Loc | Concurent        | Echipă             | Timp        |
| --- | ---------------- | ------------------ | ----------- |
| 1   | Jonas Vingegaard | Team Jumbo–Visma   | 26h 10' 44" |
| 2   | Tadej Pogačar    | UAE Team Emirates  | +25"        |
| 3   | Jai Hindley      | Bora–Hansgrohe     | +1' 34"     |
| 4   | Simon Yates      | Team Jayco–AlUla   | +3' 14"     |
| 5   | Carlos Rodríguez | Ineos Grenadiers   | +3' 30"     |
| 6   | Adam Yates       | Team Jayco–AlUla   | +3' 40"     |
| 7   | David Gaudu      | Groupama–FDJ       | +4' 03"     |
| 8   | Romain Bardet    | Team DSM–Firmenich | +4' 43"     |
| 9   | Thomas Pidcock   | Ineos Grenadiers   | +4' 43"     |
| 10  | Sepp Kuss        | Team Jumbo–Visma   | +5' 28"     |

### Etapa a 7-a
7 iulie 2023 – Mont-de-Marsan – Bordeaux 170 km (110 mi)
| Loc | Concurent          | Echipă                   | Timp       |
| --- | ------------------ | ------------------------ | ---------- |
| 1   | Jasper Philipsen   | Alpecin–Deceuninck       | 3h 46' 28" |
| 2   | Mark Cavendish     | Astana Qazaqstan Team    | +0"        |
| 3   | Biniam Girmay      | Intermarché–Circus–Wanty | +0"        |
| 4   | Luca Mozzato       | Arkéa–Samsic             | +0"        |
| 5   | Dylan Groenewegen  | Team Jayco–AlUla         | +0"        |
| 6   | Jordi Meeus        | Bora–Hansgrohe           | +0"        |
| 7   | Phil Bauhaus       | Team Bahrain Victorious  | +0"        |
| 8   | Bryan Coquard      | Cofidis                  | +0"        |
| 9   | Alexander Kristoff | Uno-X Pro Cycling Team   | +0"        |
| 10  | Mads Pedersen      | Lidl–Trek                | +0"        |

| Loc | Concurent        | Echipă             | Timp        |
| --- | ---------------- | ------------------ | ----------- |
| 1   | Jonas Vingegaard | Team Jumbo–Visma   | 29h 57' 12" |
| 2   | Tadej Pogačar    | UAE Team Emirates  | +25"        |
| 3   | Jai Hindley      | Bora–Hansgrohe     | +1' 34"     |
| 4   | Simon Yates      | Team Jayco–AlUla   | +3' 14"     |
| 5   | Carlos Rodríguez | Ineos Grenadiers   | +3' 30"     |
| 6   | Adam Yates       | Team Jayco–AlUla   | +3' 40"     |
| 7   | David Gaudu      | Groupama–FDJ       | +4' 03"     |
| 8   | Romain Bardet    | Team DSM–Firmenich | +4' 43"     |
| 9   | Thomas Pidcock   | Ineos Grenadiers   | +4' 43"     |
| 10  | Sepp Kuss        | Team Jumbo–Visma   | +5' 28"     |

### Etapa a 8-a
8 iulie 2023 – Libourne – Limoges 201 km (125 mi)
| Loc | Concurent         | Echipă                 | Timp       |
| --- | ----------------- | ---------------------- | ---------- |
| 1   | Mads Pedersen     | Lidl–Trek              | 4h 12' 26" |
| 2   | Jasper Philipsen  | Alpecin–Deceuninck     | +0"        |
| 3   | Wout van Aert     | Team Jumbo–Visma       | +0"        |
| 4   | Dylan Groenewegen | Team Jayco–AlUla       | +0"        |
| 5   | Nils Eekhoff      | Team DSM–Firmenich     | +0"        |
| 6   | Bryan Coquard     | Cofidis                | +0"        |
| 7   | Jasper De Buyst   | Lotto–Dstny            | +0"        |
| 8   | Rasmus Tiller     | Uno-X Pro Cycling Team | +0"        |
| 9   | Corbin Strong     | Israel–Premier Tech    | +0"        |
| 10  | Tadej Pogačar     | UAE Team Emirates      | +0"        |

| Loc | Concurent        | Echipă             | Timp        |
| --- | ---------------- | ------------------ | ----------- |
| 1   | Jonas Vingegaard | Team Jumbo–Visma   | 34h 09' 38" |
| 2   | Tadej Pogačar    | UAE Team Emirates  | +25"        |
| 3   | Jai Hindley      | Bora–Hansgrohe     | +1' 34"     |
| 4   | Carlos Rodríguez | Ineos Grenadiers   | +3' 30"     |
| 5   | Adam Yates       | Team Jayco–AlUla   | +3' 40"     |
| 6   | Simon Yates      | Team Jayco–AlUla   | +4' 01"     |
| 7   | David Gaudu      | Groupama–FDJ       | +4' 03"     |
| 8   | Romain Bardet    | Team DSM–Firmenich | +4' 43"     |
| 9   | Thomas Pidcock   | Ineos Grenadiers   | +4' 43"     |
| 10  | Sepp Kuss        | Team Jumbo–Visma   | +5' 28"     |

### Etapa a 9-a
9 iulie 2023 – Saint-Léonard-de-Noblat – Puy de Dôme 182,5 km (113,4 mi)
| Loc | Concurent          | Echipă                  | Timp       |
| --- | ------------------ | ----------------------- | ---------- |
| 1   | Michael Woods      | Israel–Premier Tech     | 4h 19' 41" |
| 2   | Pierre Latour      | Team TotalEnergies      | +28"       |
| 3   | Matej Mohorič      | Team Bahrain Victorious | +35"       |
| 4   | Matteo Jorgenson   | Movistar Team           | +36"       |
| 5   | Clément Berthet    | AG2R Citroën Team       | +55"       |
| 6   | Neilson Powless    | EF Education–EasyPost   | +1' 23"    |
| 7   | Alexei Luțenko     | Astana Qazaqstan Team   | +1' 39"    |
| 8   | Jonas Gregaard     | Uno-X Pro Cycling Team  | +1' 58"    |
| 9   | Mathieu Burgaudeau | Team TotalEnergies      | +2' 16"    |
| 10  | David de la Cruz   | Astana Qazaqstan Team   | +2' 34"    |

| Loc | Concurent        | Echipă             | Timp        |
| --- | ---------------- | ------------------ | ----------- |
| 1   | Jonas Vingegaard | Team Jumbo–Visma   | 38h 37' 46" |
| 2   | Tadej Pogačar    | UAE Team Emirates  | +17"        |
| 3   | Jai Hindley      | Bora–Hansgrohe     | +2' 40"     |
| 4   | Carlos Rodríguez | Ineos Grenadiers   | +4' 22"     |
| 5   | Adam Yates       | Team Jayco–AlUla   | +4' 39"     |
| 6   | Simon Yates      | Team Jayco–AlUla   | +4' 44"     |
| 7   | Thomas Pidcock   | Ineos Grenadiers   | +5' 26"     |
| 8   | David Gaudu      | Groupama–FDJ       | +6' 01"     |
| 9   | Sepp Kuss        | Team Jumbo–Visma   | +6' 45"     |
| 10  | Romain Bardet    | Team DSM–Firmenich | +6' 58"     |

### Etapa a 10-a
11 iulie 2023 – Vulcania – Issoire 167,5 km (104,1 mi)
| Loc | Concurent            | Echipă                   | Timp       |
| --- | -------------------- | ------------------------ | ---------- |
| 1   | Pello Bilbao         | Team Bahrain Victorious  | 3h 52' 34" |
| 2   | Georg Zimmermann     | Intermarché–Circus–Wanty | +0"        |
| 3   | Ben O'Connor         | AG2R Citroën Team        | +0"        |
| 4   | Krists Neilands      | Israel–Premier Tech      | +0"        |
| 5   | Jhoan Esteban Chaves | EF Education–EasyPost    | +0"        |
| 6   | Antonio Pedrero      | Movistar Team            | +3"        |
| 7   | Mattias Skjelmose    | Lidl–Trek                | +27"       |
| 8   | Michał Kwiatkowski   | Ineos Grenadiers         | +27"       |
| 9   | Warren Barguil       | Arkéa–Samsic             | +30"       |
| 10  | Julian Alaphilippe   | Soudal–Quick-Step        | +32"       |

| Loc | Concurent        | Echipă                  | Timp        |
| --- | ---------------- | ----------------------- | ----------- |
| 1   | Jonas Vingegaard | Team Jumbo–Visma        | 42h 33' 13" |
| 2   | Tadej Pogačar    | UAE Team Emirates       | +17"        |
| 3   | Jai Hindley      | Bora–Hansgrohe          | +2' 40"     |
| 4   | Carlos Rodríguez | Ineos Grenadiers        | +4' 22"     |
| 5   | Pello Bilbao     | Team Bahrain Victorious | +4' 34"     |
| 6   | Adam Yates       | Team Jayco–AlUla        | +4' 39"     |
| 7   | Simon Yates      | Team Jayco–AlUla        | +4' 44"     |
| 8   | Thomas Pidcock   | Ineos Grenadiers        | +5' 26"     |
| 9   | David Gaudu      | Groupama–FDJ            | +6' 01"     |
| 10  | Sepp Kuss        | Team Jumbo–Visma        | +6' 45"     |

### Etapa a 11-a
12 iulie 2023 – Clermont-Ferrand – Moulins 180 km (110 mi)
| Loc | Concurent          | Echipă                  | Timp       |
| --- | ------------------ | ----------------------- | ---------- |
| 1   | Jasper Philipsen   | Alpecin–Deceuninck      | 4h 01' 07" |
| 2   | Dylan Groenewegen  | Team Jayco–AlUla        | +0"        |
| 3   | Phil Bauhaus       | Team Bahrain Victorious | +0"        |
| 4   | Bryan Coquard      | Cofidis                 | +0"        |
| 5   | Mads Pedersen      | Lidl–Trek               | +0"        |
| 6   | Alexander Kristoff | Uno-X Pro Cycling Team  | +0"        |
| 7   | Luca Mozzato       | Arkéa–Samsic            | +0"        |
| 8   | Peter Sagan        | Team TotalEnergies      | +0"        |
| 9   | Wout van Aert      | Team Jumbo–Visma        | +0"        |
| 10  | Sam Welsford       | Team DSM–Firmenich      | +0"        |

| Loc | Concurent        | Echipă                  | Timp        |
| --- | ---------------- | ----------------------- | ----------- |
| 1   | Jonas Vingegaard | Team Jumbo–Visma        | 46h 34' 27" |
| 2   | Tadej Pogačar    | UAE Team Emirates       | +17"        |
| 3   | Jai Hindley      | Bora–Hansgrohe          | +2' 40"     |
| 4   | Carlos Rodríguez | Ineos Grenadiers        | +4' 22"     |
| 5   | Pello Bilbao     | Team Bahrain Victorious | +4' 34"     |
| 6   | Adam Yates       | Team Jayco–AlUla        | +4' 39"     |
| 7   | Simon Yates      | Team Jayco–AlUla        | +4' 44"     |
| 8   | Thomas Pidcock   | Ineos Grenadiers        | +5' 26"     |
| 9   | David Gaudu      | Groupama–FDJ            | +6' 01"     |
| 10  | Sepp Kuss        | Team Jumbo–Visma        | +6' 45"     |

### Etapa a 12-a
13 iulie 2023 – Roanne – Belleville-en-Beaujolais 169 km (105 mi)
| Loc | Concurent                  | Echipă                 | Timp       |
| --- | -------------------------- | ---------------------- | ---------- |
| 1   | Jon Izagirre               | Cofidis                | 3h 51' 42" |
| 2   | Mathieu Burgaudeau         | Team TotalEnergies     | +58"       |
| 3   | Matteo Jorgenson           | Movistar Team          | +58"       |
| 4   | Tiesj Benoot               | Team Jumbo–Visma       | +1' 06"    |
| 5   | Tobias Halland Johannessen | Uno-X Pro Cycling Team | +1' 11"    |
| 6   | Thibaut Pinot              | Groupama–FDJ           | +1' 13"    |
| 7   | Guillaume Martin           | Cofidis                | +1' 13"    |
| 8   | Dylan Teuns                | Israel–Premier Tech    | +1' 27"    |
| 9   | Ruben Guerreiro            | Movistar Team          | +1' 27"    |
| 10  | Victor Campenaerts         | Lotto–Dstny            | +1' 27"    |

| Loc | Concurent        | Echipă                  | Timp        |
| --- | ---------------- | ----------------------- | ----------- |
| 1   | Jonas Vingegaard | Team Jumbo–Visma        | 50h 30' 23" |
| 2   | Tadej Pogačar    | UAE Team Emirates       | +17"        |
| 3   | Jai Hindley      | Bora–Hansgrohe          | +2' 40"     |
| 4   | Carlos Rodríguez | Ineos Grenadiers        | +4' 22"     |
| 5   | Pello Bilbao     | Team Bahrain Victorious | +4' 34"     |
| 6   | Adam Yates       | Team Jayco–AlUla        | +4' 39"     |
| 7   | Simon Yates      | Team Jayco–AlUla        | +4' 44"     |
| 8   | Thomas Pidcock   | Ineos Grenadiers        | +5' 26"     |
| 9   | David Gaudu      | Groupama–FDJ            | +6' 01"     |
| 10  | Sepp Kuss        | Team Jumbo–Visma        | +6' 45"     |

### Etapa a 13-a
14 iulie 2023 – Châtillon-sur-Chalaronne – Grand Colombier 138 km (86 mi)
| Loc | Concurent          | Echipă                | Timp       |
| --- | ------------------ | --------------------- | ---------- |
| 1   | Michał Kwiatkowski | Ineos Grenadiers      | 3h 17' 33" |
| 2   | Maxim Van Gils     | Lotto–Dstny           | +47"       |
| 3   | Tadej Pogačar      | UAE Team Emirates     | +50"       |
| 4   | Jonas Vingegaard   | Team Jumbo–Visma      | +54"       |
| 5   | Thomas Pidcock     | Ineos Grenadiers      | +1' 03"    |
| 6   | Jai Hindley        | Bora–Hansgrohe        | +1' 05"    |
| 7   | James Shaw         | EF Education–EasyPost | +1' 05"    |
| 8   | Harold Tejada      | Astana Qazaqstan Team | +1' 05"    |
| 9   | Simon Yates        | Team Jayco–AlUla      | +1' 14"    |
| 10  | Adam Yates         | Team Jayco–AlUla      | +1' 18"    |

| Loc | Concurent        | Echipă                  | Timp        |
| --- | ---------------- | ----------------------- | ----------- |
| 1   | Jonas Vingegaard | Team Jumbo–Visma        | 53h 48' 50" |
| 2   | Tadej Pogačar    | UAE Team Emirates       | +9"         |
| 3   | Jai Hindley      | Bora–Hansgrohe          | +2' 51"     |
| 4   | Carlos Rodríguez | Ineos Grenadiers        | +4' 48"     |
| 5   | Adam Yates       | Team Jayco–AlUla        | +5' 03"     |
| 6   | Simon Yates      | Team Jayco–AlUla        | +5' 04"     |
| 7   | Pello Bilbao     | Team Bahrain Victorious | +5' 25"     |
| 8   | Thomas Pidcock   | Ineos Grenadiers        | +5' 35"     |
| 9   | David Gaudu      | Groupama–FDJ            | +6' 52"     |
| 10  | Sepp Kuss        | Team Jumbo–Visma        | +7' 11"     |

### Etapa a 14-a
15 iulie 2023 – Annemasse – Morzine 152 km (94 mi)
| Loc | Concurent        | Echipă                  | Timp       |
| --- | ---------------- | ----------------------- | ---------- |
| 1   | Carlos Rodríguez | Ineos Grenadiers        | 3h 58' 45" |
| 2   | Tadej Pogačar    | UAE Team Emirates       | +5"        |
| 3   | Jonas Vingegaard | Team Jumbo–Visma        | +5"        |
| 4   | Adam Yates       | Team Jayco–AlUla        | +10"       |
| 5   | Sepp Kuss        | Team Jumbo–Visma        | +57"       |
| 6   | Jai Hindley      | Bora–Hansgrohe          | +1' 46"    |
| 7   | Felix Gall       | AG2R Citroën Team       | +1' 46"    |
| 8   | Pello Bilbao     | Team Bahrain Victorious | +3' 19"    |
| 9   | Simon Yates      | Team Jayco–AlUla        | +3' 21"    |
| 10  | Guillaume Martin | Cofidis                 | +5' 57"    |

| Loc | Concurent        | Echipă                  | Timp        |
| --- | ---------------- | ----------------------- | ----------- |
| 1   | Jonas Vingegaard | Team Jumbo–Visma        | 57h 47' 28" |
| 2   | Tadej Pogačar    | UAE Team Emirates       | +10"        |
| 3   | Carlos Rodríguez | Ineos Grenadiers        | +4' 43"     |
| 4   | Jai Hindley      | Bora–Hansgrohe          | +4' 44"     |
| 5   | Adam Yates       | Team Jayco–AlUla        | +5' 20"     |
| 6   | Sepp Kuss        | Team Jumbo–Visma        | +8' 15"     |
| 7   | Simon Yates      | Team Jayco–AlUla        | +8' 32"     |
| 8   | Pello Bilbao     | Team Bahrain Victorious | +8' 51"     |
| 9   | Felix Gall       | AG2R Citroën Team       | +12' 26"    |
| 10  | David Gaudu      | Groupama–FDJ            | +12' 56"    |

### Etapa a 15-a
16 iulie 2023 – Les Gets – Saint-Gervais-les-Bains 179 km (111 mi)
| Loc | Concurent          | Echipă                  | Timp       |
| --- | ------------------ | ----------------------- | ---------- |
| 1   | Wout Poels         | Team Bahrain Victorious | 4h 40' 45" |
| 2   | Wout van Aert      | Team Jumbo–Visma        | +2' 08"    |
| 3   | Mathieu Burgaudeau | Team TotalEnergies      | +3' 00"    |
| 4   | Lawson Craddock    | Team Jayco–AlUla        | +3' 10"    |
| 5   | Mikel Landa        | Team Bahrain Victorious | +3' 14"    |
| 6   | Thibaut Pinot      | Groupama–FDJ            | +3' 14"    |
| 7   | Guillaume Martin   | Cofidis                 | +3' 32"    |
| 8   | Mattias Skjelmose  | Lidl–Trek               | +3' 43"    |
| 9   | Simon Guglielmi    | Arkéa–Samsic            | +3' 59"    |
| 10  | Warren Barguil     | Arkéa–Samsic            | +4' 20"    |

| Loc | Concurent        | Echipă                  | Timp        |
| --- | ---------------- | ----------------------- | ----------- |
| 1   | Jonas Vingegaard | Team Jumbo–Visma        | 62h 34' 17" |
| 2   | Tadej Pogačar    | UAE Team Emirates       | +10"        |
| 3   | Carlos Rodríguez | Ineos Grenadiers        | +5' 21"     |
| 4   | Adam Yates       | Team Jayco–AlUla        | +5' 40"     |
| 5   | Jai Hindley      | Bora–Hansgrohe          | +6' 38"     |
| 6   | Sepp Kuss        | Team Jumbo–Visma        | +9' 16"     |
| 7   | Pello Bilbao     | Team Bahrain Victorious | +10' 11"    |
| 8   | Simon Yates      | Team Jayco–AlUla        | +10' 48"    |
| 9   | David Gaudu      | Groupama–FDJ            | +14' 07"    |
| 10  | Guillaume Martin | Cofidis                 | +14' 18"    |

### Etapa a 16-a
18 iulie 2023 – Passy – Combloux 22,4 km (13,9 mi)
| Loc | Concurent         | Echipă                  | Timp    |
| --- | ----------------- | ----------------------- | ------- |
| 1   | Jonas Vingegaard  | Team Jumbo–Visma        | 32' 36" |
| 2   | Tadej Pogačar     | UAE Team Emirates       | +1' 38" |
| 3   | Wout van Aert     | Team Jumbo–Visma        | +2' 51" |
| 4   | Pello Bilbao      | Team Bahrain Victorious | +2' 55" |
| 5   | Simon Yates       | Team Jayco–AlUla        | +2' 58" |
| 6   | Rémi Cavagna      | Soudal Quick-Step       | +3' 06" |
| 7   | Adam Yates        | Team Jayco–AlUla        | +3' 12" |
| 8   | Mattias Skjelmose | Lidl–Trek               | +3' 21" |
| 9   | Mads Pedersen     | Lidl–Trek               | +3' 31" |
| 10  | David Gaudu       | Groupama–FDJ            | +3' 31" |

| Loc | Concurent        | Echipă                  | Timp        |
| --- | ---------------- | ----------------------- | ----------- |
| 1   | Jonas Vingegaard | Team Jumbo–Visma        | 62h 34' 17" |
| 2   | Tadej Pogačar    | UAE Team Emirates       | +1' 48"     |
| 3   | Adam Yates       | Team Jayco–AlUla        | +8' 52"     |
| 4   | Carlos Rodríguez | Ineos Grenadiers        | +8' 57"     |
| 5   | Jai Hindley      | Bora–Hansgrohe          | +11' 15"    |
| 6   | Sepp Kuss        | Team Jumbo–Visma        | +12' 56"    |
| 7   | Pello Bilbao     | Team Bahrain Victorious | +13' 06"    |
| 8   | Simon Yates      | Team Jayco–AlUla        | +13' 46"    |
| 9   | David Gaudu      | Groupama–FDJ            | +17' 38"    |
| 10  | Felix Gall       | AG2R Citroën Team       | +18' 19"    |

### Etapa a 17-a
19 iulie 2023 – Saint-Gervais-les-Bains – Courchevel 166 km (103 mi)
| Loc | Concurent                  | Echipă                  | Timp       |
| --- | -------------------------- | ----------------------- | ---------- |
| 1   | Felix Gall                 | AG2R Citroën Team       | 4h 49' 08" |
| 2   | Simon Yates                | Team Jayco–AlUla        | +34"       |
| 3   | Pello Bilbao               | Team Bahrain Victorious | +1' 38"    |
| 4   | Jonas Vingegaard           | Team Jumbo–Visma        | +1' 52"    |
| 5   | David Gaudu                | Groupama–FDJ            | +2' 09"    |
| 6   | Tobias Halland Johannessen | Uno-X Pro Cycling Team  | +2' 39"    |
| 7   | Chris Harper               | Team Jayco–AlUla        | +2' 50"    |
| 8   | Rafał Majka                | UAE Team Emirates       | +3' 43"    |
| 9   | Adam Yates                 | Team Jayco–AlUla        | +3' 43"    |
| 10  | Wilco Kelderman            | Team Jumbo–Visma        | +3' 49"    |

| Loc | Concurent        | Echipă                  | Timp        |
| --- | ---------------- | ----------------------- | ----------- |
| 1   | Jonas Vingegaard | Team Jumbo–Visma        | 67h 57' 51" |
| 2   | Tadej Pogačar    | UAE Team Emirates       | +7' 35"     |
| 3   | Adam Yates       | Team Jayco–AlUla        | +10' 45"    |
| 4   | Carlos Rodríguez | Ineos Grenadiers        | +12' 01"    |
| 5   | Simon Yates      | Team Jayco–AlUla        | +12' 19"    |
| 6   | Pello Bilbao     | Team Bahrain Victorious | +12' 50"    |
| 7   | Jai Hindley      | Bora–Hansgrohe          | +13' 50"    |
| 8   | Felix Gall       | AG2R Citroën Team       | +16' 11"    |
| 9   | Sepp Kuss        | Team Jumbo–Visma        | +16' 49"    |
| 10  | David Gaudu      | Groupama–FDJ            | +17' 57"    |

### Etapa a 18-a
20 iulie 2023 – Moûtiers – Bourg-en-Bresse 185 km (115 mi)
| Loc | Concurent          | Echipă                 | Timp       |
| --- | ------------------ | ---------------------- | ---------- |
| 1   | Kasper Asgreen     | Soudal–Quick-Step      | 4h 06' 48" |
| 2   | Pascal Eenkhoorn   | Lotto–Dstny            | +0"        |
| 3   | Jonas Abrahamsen   | Uno-X Pro Cycling Team | +0"        |
| 4   | Jasper Philipsen   | Alpecin–Deceuninck     | +0"        |
| 5   | Mads Pedersen      | Lidl–Trek              | +0"        |
| 6   | Cees Bol           | Astana Qazaqstan Team  | +0"        |
| 7   | Jordi Meeus        | Bora–Hansgrohe         | +0"        |
| 8   | Matteo Trentin     | UAE Team Emirates      | +0"        |
| 9   | Christophe Laporte | Team Jumbo–Visma       | +0"        |
| 10  | Luca Mozzato       | Arkéa–Samsic           | +0"        |

| Loc | Concurent        | Echipă                  | Timp        |
| --- | ---------------- | ----------------------- | ----------- |
| 1   | Jonas Vingegaard | Team Jumbo–Visma        | 72h 04' 39" |
| 2   | Tadej Pogačar    | UAE Team Emirates       | +7' 35"     |
| 3   | Adam Yates       | Team Jayco–AlUla        | +10' 45"    |
| 4   | Carlos Rodríguez | Ineos Grenadiers        | +12' 01"    |
| 5   | Simon Yates      | Team Jayco–AlUla        | +12' 19"    |
| 6   | Pello Bilbao     | Team Bahrain Victorious | +12' 50"    |
| 7   | Jai Hindley      | Bora–Hansgrohe          | +13' 50"    |
| 8   | Felix Gall       | AG2R Citroën Team       | +16' 11"    |
| 9   | Sepp Kuss        | Team Jumbo–Visma        | +16' 49"    |
| 10  | David Gaudu      | Groupama–FDJ            | +17' 57"    |

### Etapa a 19-a
21 iulie 2023 – Moirans-en-Montagne – Poligny 173 km (107 mi)
| Loc | Concurent          | Echipă                  | Timp       |
| --- | ------------------ | ----------------------- | ---------- |
| 1   | Matej Mohorič      | Team Bahrain Victorious | 3h 31' 02" |
| 2   | Kasper Asgreen     | Soudal–Quick-Step       | +0"        |
| 3   | Ben O'Connor       | AG2R Citroën Team       | +4"        |
| 4   | Jasper Philipsen   | Alpecin–Deceuninck      | +39"       |
| 5   | Mads Pedersen      | Lidl–Trek               | +39"       |
| 6   | Christophe Laporte | Team Jumbo–Visma        | +39"       |
| 7   | Luka Mezgec        | Team Jayco–AlUla        | +39"       |
| 8   | Alberto Bettiol    | EF Education–EasyPost   | +39"       |
| 9   | Matteo Trentin     | UAE Team Emirates       | +39"       |
| 10  | Thomas Pidcock     | Ineos Grenadiers        | +39"       |

| Loc | Concurent        | Echipă                  | Timp        |
| --- | ---------------- | ----------------------- | ----------- |
| 1   | Jonas Vingegaard | Team Jumbo–Visma        | 75h 49' 24" |
| 2   | Tadej Pogačar    | UAE Team Emirates       | +7' 35"     |
| 3   | Adam Yates       | Team Jayco–AlUla        | +10' 45"    |
| 4   | Carlos Rodríguez | Ineos Grenadiers        | +12' 01"    |
| 5   | Simon Yates      | Team Jayco–AlUla        | +12' 19"    |
| 6   | Pello Bilbao     | Team Bahrain Victorious | +12' 50"    |
| 7   | Jai Hindley      | Bora–Hansgrohe          | +13' 50"    |
| 8   | Felix Gall       | AG2R Citroën Team       | +16' 11"    |
| 9   | Sepp Kuss        | Team Jumbo–Visma        | +16' 49"    |
| 10  | David Gaudu      | Groupama–FDJ            | +17' 57"    |

### Etapa a 20-a
22 iulie 2023 – Belfort – Le Markstein 133,5 km (83,0 mi)
| Loc | Concurent                  | Echipă                  | Timp       |
| --- | -------------------------- | ----------------------- | ---------- |
| 1   | Tadej Pogačar              | UAE Team Emirates       | 3h 27' 18" |
| 2   | Felix Gall                 | AG2R Citroën Team       | +0"        |
| 3   | Jonas Vingegaard           | Team Jumbo–Visma        | +0"        |
| 4   | Simon Yates                | Team Jayco–AlUla        | +0"        |
| 5   | Adam Yates                 | Team Jayco–AlUla        | +7"        |
| 6   | Warren Barguil             | Arkéa–Samsic            | +33"       |
| 7   | Thibaut Pinot              | Groupama–FDJ            | +33"       |
| 8   | Pello Bilbao               | Team Bahrain Victorious | +33"       |
| 9   | Tobias Halland Johannessen | Uno-X Pro Cycling Team  | +50"       |
| 10  | Rafał Majka                | UAE Team Emirates       | +50"       |

| Loc | Concurent        | Echipă                  | Timp        |
| --- | ---------------- | ----------------------- | ----------- |
| 1   | Jonas Vingegaard | Team Jumbo–Visma        | 79h 16' 38" |
| 2   | Tadej Pogačar    | UAE Team Emirates       | +7' 29"     |
| 3   | Adam Yates       | Team Jayco–AlUla        | +10' 56"    |
| 4   | Simon Yates      | Team Jayco–AlUla        | +12' 23"    |
| 5   | Carlos Rodríguez | Ineos Grenadiers        | +13' 17"    |
| 6   | Pello Bilbao     | Team Bahrain Victorious | +13' 27"    |
| 7   | Jai Hindley      | Bora–Hansgrohe          | +14' 44"    |
| 8   | Felix Gall       | AG2R Citroën Team       | +16' 09"    |
| 9   | David Gaudu      | Groupama–FDJ            | +23' 08"    |
| 10  | Guillaume Martin | Cofidis                 | +26' 30"    |

### Etapa a 21-a
23 iulie 2023 – Saint-Quentin-en-Yvelines – Paris 115 km (71 mi)
| Loc | Concurent         | Echipă                   | Timp       |
| --- | ----------------- | ------------------------ | ---------- |
| 1   | Jordi Meeus       | Bora–Hansgrohe           | 2h 56' 13" |
| 2   | Jasper Philipsen  | Alpecin–Deceuninck       | +0"        |
| 3   | Dylan Groenewegen | Team Jayco–AlUla         | +0"        |
| 4   | Mads Pedersen     | Lidl–Trek                | +0"        |
| 5   | Cees Bol          | Astana Qazaqstan Team    | +0"        |
| 6   | Biniam Girmay     | Intermarché–Circus–Wanty | +0"        |
| 7   | Bryan Coquard     | Cofidis                  | +0"        |
| 8   | Søren Wærenskjold | Uno-X Pro Cycling Team   | +0"        |
| 9   | Corbin Strong     | Israel–Premier Tech      | +0"        |
| 10  | Luca Mozzato      | Arkéa–Samsic             | +0"        |

| Loc | Concurent        | Echipă                  | Timp        |
| --- | ---------------- | ----------------------- | ----------- |
| 1   | Jonas Vingegaard | Team Jumbo–Visma        | 82h 05' 42" |
| 2   | Tadej Pogačar    | UAE Team Emirates       | +7' 29"     |
| 3   | Adam Yates       | Team Jayco–AlUla        | +10' 56"    |
| 4   | Simon Yates      | Team Jayco–AlUla        | +12' 23"    |
| 5   | Carlos Rodríguez | Ineos Grenadiers        | +13' 17"    |
| 6   | Pello Bilbao     | Team Bahrain Victorious | +13' 27"    |
| 7   | Jai Hindley      | Bora–Hansgrohe          | +14' 44"    |
| 8   | Felix Gall       | AG2R Citroën Team       | +16' 09"    |
| 9   | David Gaudu      | Groupama–FDJ            | +23' 08"    |
| 10  | Guillaume Martin | Cofidis                 | +26' 30"    |

## Clasamentele actuale
| Legendă                                  | Legendă                         | Legendă                               | Legendă                             |
| ---------------------------------------- | ------------------------------- | ------------------------------------- | ----------------------------------- |
| A yellow jersey.                         | Liderul clasamentului general   | A white jersey with red polka dots.   | Liderul clasamentului cățărătorilor |
| A green jersey.                          | Liderul clasamentului pe puncte | A white jersey.                       | Liderul clasametnului tinerilor     |
| A white jersey with a yellow number bib. | Liderul clasamentului pe echipe | A white jersey with a red number bib. | Liderul premiului combativității    |

### Clasamentul general
Clasamentul general (locurile 1-10)
| Loc | Concurent        | Echipă                  | Timp        |
| --- | ---------------- | ----------------------- | ----------- |
| 1   | Jonas Vingegaard | Team Jumbo–Visma        | 82h 05' 42" |
| 2   | Tadej Pogačar    | UAE Team Emirates       | +7' 29"     |
| 3   | Adam Yates       | Team Jayco–AlUla        | +10' 56"    |
| 4   | Simon Yates      | Team Jayco–AlUla        | +12' 23"    |
| 5   | Carlos Rodríguez | Ineos Grenadiers        | +13' 17"    |
| 6   | Pello Bilbao     | Team Bahrain Victorious | +13' 27"    |
| 7   | Jai Hindley      | Bora–Hansgrohe          | +14' 44"    |
| 8   | Felix Gall       | AG2R Citroën Team       | +16' 09"    |
| 9   | David Gaudu      | Groupama–FDJ            | +23' 08"    |
| 10  | Guillaume Martin | Cofidis                 | +26' 30"    |

| Loc | Concurent               | Echipă                  | Puncte |
| --- | ----------------------- | ----------------------- | ------ |
| 1   | Jasper Philipsen (BEL)  | Alpecin–Deceuninck      | 377    |
| 2   | Mads Pedersen (DEN)     | Trek–Segafredo          | 258    |
| 3   | Bryan Coquard (FRA)     | Cofidis                 | 203    |
| 4   | Tadej Pogačar (SLO)     | UAE Team Emirates       | 186    |
| 5   | Jonas Vingegaard (DEN)  | Team Jumbo–Visma        | 128    |
| 6   | Kasper Asgreen (DEN)    | Soudal Quick-Step       | 125    |
| 7   | Jordi Meeus (BEL)       | Bora–Hansgrohe          | 123    |
| 8   | Matej Mohorič (SLO)     | Team Bahrain Victorious | 106    |
| 9   | Pello Bilbao (ESP)      | Team Bahrain Victorious | 103    |
| 10  | Dylan Groenewegen (NED) | Team BikeExchange–Jayco | 995    |

| Loc | Concurent                        | Echipă                 | Puncte |
| --- | -------------------------------- | ---------------------- | ------ |
| 1   | Giulio Ciccone (DEN)             | Lidl–Trek              | 106    |
| 2   | Felix Gall (AUT)                 | AG2R Citroën Team      | 92     |
| 3   | Jonas Vingegaard (DEN)           | Team Jumbo–Visma       | 89     |
| 4   | Neilson Powless (USA)            | EF Education–EasyPost  | 58     |
| 5   | Tadej Pogačar (SLO)              | UAE Team Emirates      | 55     |
| 6   | Simon Yates                      | Team Jayco–AlUla       | 44     |
| 7   | Tobias Halland Johannessen (NOR) | Uno-X Pro Cycling Team | 38     |
| 8   | Jai Hindley (AUS)                | Bora–Hansgrohe         | 31     |
| 9   | Michał Kwiatkowski (POL)         | Ineos Grenadiers       | 30-    |
| 10  | Mattias Skjelmose (DEN)          | Lidl–Trek              | 29     |

| Loc | Concurent                        | Echipă                 | Timp         |
| --- | -------------------------------- | ---------------------- | ------------ |
| 1   | Tadej Pogačar (SLO)              | UAE Team Emirates      | 82h 13' 11"  |
| 2   | Carlos Rodríguez (ESP)           | Ineos Grenadiers       | +5' 48"      |
| 3   | Felix Gall (AUT)                 | AG2R Citroën Team      | + 8' 40"     |
| 4   | Thomas Pidcock (GBR)             | Ineos Grenadiers       | + 40' 23"    |
| 5   | Mattias Skjelmose (DEN)          | Lidl–Trek              | + 2h 07' 58" |
| 6   | Tobias Halland Johannessen (NOR) | Uno-X Pro Cycling Team | + 2h 08' 04" |
| 7   | Mathieu Burgaudeau (FRA)         | Team TotalEnergies     | + 2h 13' 44" |
| 8   | Clément Champoussin (FRA)        | Arkéa–Samsic           | + 2h 50' 38" |
| 9   | Matthew Dinham (AUS)             | Team DSM–Firmenich     | + 3h 06' 03" |
| 10  | Maxim Van Gils (BEL)             | Lotto–Dstny            | + 3h 10' 20" |

| Loc | Echipă                  | Timp         |
| --- | ----------------------- | ------------ |
| 1   | Team Jumbo–Visma        | 247h 26' 17" |
| 2   | UAE Team Emirates       | + 7' 13"     |
| 3   | Team Bahrain Victorious | + 22' 01"    |
| 4   | Ineos Grenadiers        | + 26' 36"    |
| 5   | Groupama–FDJ            | + 50' 44"    |
| 6   | AG2R Citroën Team       | + 1h 44' 24" |
| 7   | Bora–Hansgrohe          | + 1h 58' 32" |
| 8   | Team Jayco–AlUla        | +3h 14' 57"  |
| 9   | Israel–Premier Tech     | + 4h 27' 13" |
| 10  | Movistar Team           | + 4h 31' 50" |

## Legături externe
- fr  Site-ul oficial al competiției
- Turul Franței 2023 – ProCyclingStats